# ソムポップ・スヴァダナンダナ
ソムポップ・スヴァダナンダナ（Sompop Svadanandana、タイ語: สมภพ สวาทะนันท์、1932年10月27日 - ）は、タイ王国の陸上競技選手。1952年にフィンランドで開催されたヘルシンキオリンピックにタイ初となるオリンピック選手として出場した。
このオリンピックにタイの選手は8人出場しており、当時18歳だったポンガマト・アマタヤクル(Pongamat Amatayakul)に次ぐ19歳の若さで出場した。出場した種目は400mで予選2組の中で出場した6選手の中で最下位に終わり敗退した。